# 川合直次

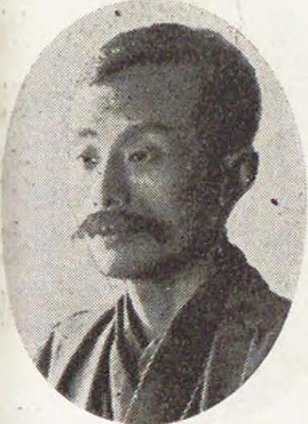
川合直次

川合 直次（かわい なおじ、1874年（明治7年）2月21日 - 1938年（昭和13年）8月4日）は、衆議院議員（立憲国民党→立憲同志会→立憲民政党）、新潟県高田市長。

## 経歴
新潟県頸城郡直江津町出身。1899年（明治32年）、中頸城郡会議員に選ばれ、1903年（明治36年）には新潟県会議員に選ばれた。
1912年（明治45年）、第11回衆議院議員総選挙に出馬し、当選。第12回衆議院議員総選挙でも再選された。
1924年（大正13年）、高田市長に選出され、1936年（昭和11年）に辞職するまで3期務めた。在職中は上下水道の整備に尽力した。
市長退任後、第19回衆議院議員総選挙に出馬し、当選。第20回衆議院議員総選挙でも再選を果たした。
その他、直江津商業銀行専務取締役、直江津米穀取引所専務理事などを務めた。